# 普拉滕
普拉滕是德国莱茵兰-普法尔茨州的一个市镇。总面积6.63平方公里，总人口890人，其中男性447人，女性443人（2011年12月31日），人口密度134人/平方公里。